# Вассерман Ян Карлович
Ян Карлович Вассерман (1 січня 1932, Київ — 11 червня 1991, Кишинів) — російський радянський поет СРСР та Молдови, альпініст, лікар.

## Біографія
Народився в Київі на Поділі. Після закінчення медичного інституту, з 1957 ріка, жив у Ялті, де став близьким другом Некрасов, Віктор Платонович, Віктора Некрасова, полягав з ним у листуванні після еміграції останнього. Яну Вассерману присвячено нарис В. Некрасова «Балада про чоботи».
З 1965 рік протягом багатьох років був інструктором з альпінізму на півострів Камчатка Камчатці, судновим лікарем в Далекосхідному судноплавстві, що стало основною темою його творчості. Жив у Владивостоку, працював лікарем рибальської бази «50 років Жовтнева революція Великому Жовтню», випустив дві віршовані збірки — «Моря не мелеют» (1980) і «Мис надії» (1983).
У 1983 ріку оселився в Кишиніве, де й помер у 1991 ріку від рака підшлункової залози. Остання поетична збірка Я. К. Васермана — «Важке зоряне небо» була видана в Кишиневі в 1990 ріку. Листування початку 1980-х років з Куняєв, Станіслав Юрійович, Станіславом Куняєвим, часто порівнювана з однотематичної листуванням між Ейдельман, Натан Якович Натаном Ейдельманом і Астаф'єв, Віктор Петрович Віктором Астафьев єврействі, була опублікована посмертно.
Дружина — прозаїк Валентина Батяєва, автор виданих у Кишиніві книг «Тихі води» (1990) та «Білий соболь удачі» (2003).

## Поетичні збірки
- Моря не меліють. Владивосток: Далекосхідне книжкове видавництво, 1980.
- Мис надії. Владивосток: Далекосхідне книжкове видавництво, 1983.
- Тяжке зоряне море. Кишинів, 1990.
- Прощавай, Молдова: вірші 12 поетів (упорядники Еге. Рокитська і В. Голков). Москва: Видавнича співдружність А. Багатих та Е. Ракітської, 2010.